# Justin Bieber: Seasons
Justin Bieber: Seasons (en español: Justin Bieber: Estaciones) es una serie documental de televisión web estadounidense lanzada el 27 de enero de 2020 en YouTube Premium que documenta el regreso del cantante canadiense Justin Bieber a la música. Está dirigido y producido por Michael D. Ratner de OBB Pictures con el fotógrafo Joe Termini. El documental es producido por Bieber Time Films, SB Projects y OBB Pictures, con Bieber como productor ejecutivo.

## Antecedentes
El 24 de diciembre de 2019, Justin Bieber anunció la serie documental. La serie se describe como una «mirada íntima y profunda sobre cómo creó su música». Los episodios se lanzaron cada dos semanas, a partir del 27 de enero de 2020, y los primeros cuatro episodios se estrenaron en YouTube Premium. La serie incluye música y la creación de su quinto álbum de estudio Changes (2020).

## Reparto
- Justin Bieber
- Selena Gómez
- Hailey Bieber
- Scooter Braun
- Allison Kaye
- Ryan Bueno
- Josh Gudwin
- Poo Bear

## Promoción
El tráiler de la serie documental fue lanzado el 31 de diciembre de 2019. Un adelanto se estrenó en el Dick Clark's New Year's Rockin' Eve, con Bieber diciendo «como humanos pasamos por tantos altibajos. Estaciones, estaciones malas. A veces, queremos rendirnos».

## Episodios
| N.º | Título                | Dirección         | Lanzamiento original  |
| --- | --------------------- | ----------------- | --------------------- |
| 1   | Leaving the Spotlight | Michael D. Ratner | 27 de enero de 2020   |
| 2   | Bieber Is Back        | Michael D. Ratner | 27 de enero de 2020   |
| 3   | Making Magic          | Michael D. Ratner | 27 de enero de 2020   |
| 4   | Justin & Hailey       | Michael D. Ratner | 27 de enero de 2020   |
| 5   | The Dark Season       | Michael D. Ratner | 3 de febrero de 2020  |
| 6   | Only Up from Here     | Michael D. Ratner | 5 de febrero de 2020  |
| 7   | TBA                   | TBA               | 10 de febrero de 2020 |
| 8   | TBA                   | TBA               | TBA                   |
| 9   | TBA                   | TBA               | TBA                   |
| 10  | TBA                   | TBA               | TBA                   |